# فالدزاسن
والدزاسن (بالألمانية: Waldsassen) هي بلدة ألمانية تقع في Tirschenreuth (district) في ألمانيا. يقدر عدد سكانها بـ 7,347 نسمة .

## المدن التوأمة
مدن بينكويد و Marcoussis هي مدن توأمة لـوالدزاسن.

## أعلام
- إرنست ديتز
- ماتياس هامان
- ديتمار هامان